# Enugu South
Enugu South è una delle diciassette aree a governo locale (local government areas) in cui è suddiviso lo Stato di Enugu, nella Repubblica Federale della Nigeria. Si estende su una superficie di 67 km² e conta una popolazione di 198.723 abitanti.